# Милик (Клэр)
Милик (англ. Meelick; ирл. Míleac) — деревня в Ирландии, находится в графстве Клэр (провинция Манстер).